# رپ راک
رپ راک (به انگلیسی: Rap rock) یکی از سبک‌های موسیقی است که از تلفیق موسیقی رپ و موسیقی راک ایجاد شده است. مهراد هیدن جزو خوانندگانی است که از این سبک در آثارش استفاده می‌کند.